# 高地山
高地山（こうちやま）は、秋田県大館市と鹿角郡小坂町との境界にある標高484mの山である。

## 概要
小坂川（米代川水系支流）の堀内沢付近にある。
高地山から北へ延びる稜線は、秋田県と青森県との県境に位置する炭塚森へと続いている。
山の付近を流れる堀内沢につけられた堀内（ほりない）という呼び名は、鹿角地域ではかつて鉱石類を採掘したとされる所に多く見られるため、堀内沢もその一つと考えられる。

## 近くの山
- 烏帽子山
- 矢柄平